# Хоменко Сергій Анатолійович
Сергі́й Анато́лійович Хоме́нко (нар. 22 серпня 1971 — пом. 8 січня 2020, Тегеран) — український військовий льотчик. Пілот авіакомпанії Міжнародні авіалінії України. Другий пілот рейсу PS752 Boeing 737.

## Життєпис
Колишній пілот ВПС України, розпочав свою кар'єру у військово-транспортній авіації. Понад чотирнадцять років літав у складі екіпажів літаків Ту-134, Ан-26, Ан-30 15-ї Бориспільської бригади транспортної авіації ім. Олега Антонова — авіаз'єднання Військово-повітряних сил України.
До того, як стати пілотом цивільних авіаліній, Сергій Хоменко пройшов шлях від командира авіаційного загону літаків Ту-134 до командира ескадрильї Блакитна стежка.
Багато років очолював екіпажі, що виконували спостережні польоти в межах Угоди про відкрите небо в різних країнах світу. Підготував не одного льотчика першого класу. За інформацією Міжнародних авіаліній України, мав 7,6 тис. годин нальоту на літаках Boeing 737.
Загинув 8 січня 2020 року внаслідок збиття літака Boeing 737 рейсу PS752 авіакомпанії «Міжнародні авіалінії України» ракетами Протиповітряної оборони Ірану. За словами офіційних представників Ірану, причиною трагедії став людський фактор.

## Нагороди
- Звання Герой України з удостоєнням ордена «Золота Зірка» (29 грудня 2020, посмертно) — за героїзм і самовіддані дії, виявлені під час виконання службового обов'язку[7]